# Reggie Lewis Futópálya és Atlétikai Centrum
A Reggie Lewis Futópálya és Atlétikai Centrum a Roxbury Közösségi Főiskola tulajdonában álló többfunkciós sportlétesítmény az USA Boston városában.

## Története
Az atlétikai centrum névadója Reggie Lewis, a Northeastern Huskies és a Boston Celtics kosárlabdázója. 1993. április 29-én a Boston Gardenben mérkőzés közben összeesett, július 27-én pedig megállt a szíve.

## Sportágak

### Atlétika és súlylökés
A kétszáz méteres futópálya mellett magasugrásra és rúdugrásra is alakítottak ki területet. A pálya egyik sarkában súlylökőketrecet alakítottak ki, de a népszerűbb eseményeken a jobb láthatóságért a stadion közepére helyezhetik át. 2014 márciusában a százéves LeLand McPhie súlylökésben aranyérmet szerzett.
1998-tól a létesítmény ad otthont az évenként megrendezett Boston Indoor Gamesnek, de a USA Indoor Track and Field Championships több eseményét is itt rendezték meg.

### Kosárlabda
A kosárlabda-mérkőzések során 1300 ember foglalhat helyet a lelátókon. A pálya röplabda- és birkózómérkőzésekhez is átalakítható.

### Egyéb
A stadionban táncstúdió, fitneszszoba és előadótermek is találhatók. A bostoni vegetáriánus fesztivált többször is itt tartották meg.

## Fordítás
- Ez a szócikk részben vagy egészben  a   Reggie Lewis Track and Athletic Center című angol Wikipédia-szócikk ezen változatának fordításán alapul.  Az eredeti cikk szerkesztőit annak laptörténete sorolja fel. Ez a jelzés csupán a megfogalmazás eredetét és a szerzői jogokat jelzi, nem szolgál a cikkben szereplő információk forrásmegjelöléseként.